# 2009-es Fonogram díj átadása
A 2009-es Fonogram-díjkiosztóra a Fonogram-díj átadására 2009. február 11-én került sor a Millenáris Teátrumban.
A gálaest fellépői: Amber Smith, az Anti Fitness Club, Feke Pál, a H.A.R.D., Deák Bill Gyula - Keresztes Ildikó, a KFT, a Mobilmánia, a Napra, a The Unbending Trees, a Vad Fruttik és Zséda voltak.
Az eddigi 17 kategórián kívül kiosztottak egy különdíjat is,  a 'HENT díjat), „az év legeredetibb hangfelvétele” díjat az kapta, akinek a legtöbbször töltötték le legálisan az albumát. Ez a Bereczki Zoltán – Szinetár Dóra duett lett. Az életműdíj nyertese pedig Deák Bill Gyula lett.

## Az év hazai klasszikus pop-rock albuma
Zséda - Rouge (Magneoton)
- Deák Bill Gyula - Hatvan csapás (Sony BMG)
- Dés-Bereményi-Básti-Cserhalmi-Kulka-Udvaros - Férfi és nő (Sony BMG)
- NOX - Időntúl (Universal Music)
- Rúzsa Magdi - Iránytű (CLS Music)

## Az év hazai modern pop-rock albuma
Kovácsovics Fruzsina - Üveggolyó (EMI)
- Ágnes Vanilla - A gömb (Culture Mission/Hammer Music)
- Anti Fitness Club - Anti Fitness Club (Magneoton)
- Belmondo - Hogy nézel rám? (FF Film & Music)
- Hooligans - Privát mennyország (EMI)
- Soffi - Sugarpunk (EMI)

## Az év hazai alternatív albuma
Amber Smith - Introspective (Twelve Tones Records)
- Heaven Street Seven - Jazz (Magneoton)
- Kowalsky meg a Vega - Szemenszedett igazság (CLS Music)
- Pál Utcai Fiúk - Legelő (1G)
- Vad Fruttik - Egy éjszaka Bohémiában (CLS Music)

## Az év hazai hard rock vagy metalalbuma
Insane - Our Island - Our Empire (Hammer Music)
- Dalriada - Szelek (Hammer Music)
- H.A.R.D. - Traveler (Hammer Music)
- Mobilmánia - Ez a mánia (EMI)
- Ossian - Küldetés (Hammer Music)
- Superbutt - You And Your Revolution (Hammer Music)

## Az év hazai dance-pop albuma
Karányi - Aerodynamics (CLS Music)
- Animal Cannibals - Mindent lehet (Magneoton)
- Cozombolis - Fülig ér a száj (Universal Music)
- Emilio - Miért búcsúznánk? (Universal Music)
- Groovehouse - Hosszú az út (Private Moon/EMI)

## Az év hazai jazzalbuma
Harcsa Veronika - You Don't Know It's You (Smart Music)
- Balázs Elemér - Always That Moment 2 (BMC Records)
- Barabás Lőrinc Eklectric - Ladal (Barabás Lőrinc)
- Kozma Orsi Quartett - Hide And Seek (Magneoton)
- Szalóki Ági - A vágy muzsikál (Folkeurópa)

## Az év hazai világzenei albuma
Palya Bea - Adieu Les Complexes (Sony BMG)
- Csík zenekar - Ez a vonat, ha elindult, hadd menjen... (Fonó)
- Ghymes - Álombálom (EMI)
- Váradi Roma Café - Espresso (Sony BMG)
- Yava - Folcore (Hammer Music)

## Az év hazai szórakoztató zenei albuma
Bereczki Zoltán - Szinetár Dóra - Musical Duett 2. (EMI)
- A TÁRSULAT - A legjobb dalok (Universal Music)
- Bon-Bon - Swing (EMI)
- Dolhai Attila - Egy szerelem története (Sony BMG)
- Marót Viki és a Nova Kultúrzenekar - Kultúrmix (Private Moon/EMI)

## Az év hazai gyermekalbuma
Csilla - Valami mindig szép (Magneoton)
- Alma & Bródy - Játsszunk együtt! (Universal Music)
- Csicsi - Pimpinkin (EMI)
- Eszenyi Enikő - Hamupipőke és más Grimm mesék (Sony BMG)
- Gryllus & Szalóki - Sárkány apó (Gryllus)
- Gyerekkarácsony (Fortuna Records/Magneoton)

## Az év hazai felfedezettje
Anti Fitness Club (Magneoton)
- Anna and the Barbies (CLS Music)
- Horváth Ákos (EMI)
- The Unbending Trees (Magneoton)
- Turn of Mind (Hammer Music)

## Az év hazai dala
- Republic - Gyere közelebb, menekülj el (EMI)[3]

## Az év hazai zenei DVD-je
Zorán - A dalok és mi (Universal Music)
- Bikini - 25 év Bikini (EMI)
- Bonanza Banzai - '87-'92 (Fehér Sólyom/Voice Records)
- Dés-Bereményi-Básti-Cserhalmi-Kulka-Udvaros - Férfi és nő (Sony BMG)
- Djabe - Take On (Gramy)
- Tunyogi Rock Band - Koncert (EMI)

## Az év külföldi klasszikus pop-rock albuma
Kid Rock - Rock & Roll Jesus (Warner Music)
- Filmzene - Mamma Mia! (Universal Music)
- James Blunt - All The Lost Souls (Warner Music)
- Michael Bublé - Call Me Irresponsible (Warner Music)
- Seal - Soul (Warner Music)

## Az év külföldi modern pop-rock albuma
Duffy – Rockferry (Universal Music)
- Katy Perry - One Of The Boys (EMI)
- Madonna - Hard Candy (Warner Music)
- Pink - Funhouse (Sony BMG)
- The Killers - Day & Age (Universal Music)

## Az év külföldi alternatív albuma
Kings of Leon - Only By The Night (Sony BMG)
- Coldplay - Viva La Vida (EMI)
- MGMT - Oracular Spectacular (Sony BMG)
- Sigur Rós - Med sud I eyrum vid spilum endalaust (EMI)
- The Verve - Forth (album) (EMI)

## Az év külföldi hard rock vagy metalalbuma
Metallica - Death Magnetic (Universal Music)
- AC/DC - Black Ice (Sony BMG)
- Serj Tankian - Elect the Dead (Warner Music)
- Slipknot - All Hope Is Gone (CLS Music)
- Whitesnake - Good To Be Bad (Hammer Music)

## Az év külföldi dance-pop albuma
Mariah Carey - E=MC² (Universal Music)
- Anastacia - Heavy Rotation (Universal Music)
- Beyonce - I Am.. Sasha Fierce (Sony BMG)
- Britney Spears - Circus (Sony BMG)
- Kanye West - 808s & Heartbreak (Universal Music)